# 지킬 박사와 미스 하이드
《지킬 박사와 미스 하이드》(Dr. Jekyll And Ms. Hyde)는 미국에서 제작된 데이비드 프라이스 감독의 1995년 코미디, 공포 영화이다. 로버트 루이스 스티븐슨의 동명의 소설을 바탕으로 제작되었다. 숀 영 등이 주연으로 출연하였고 로버트 샤피로 등이 제작에 참여하였다.

## 출연

### 주연
- 숀 영
- 티모시 데일리
- 리셋 안소니
- 스티븐 토보로스키
- 하비 피어스타인
- 테아 비달

### 조연
- 제레미 피번

## 기타
- 원작자: 로버트 루이스 스티븐슨
- 공동제작: 프랭크 K. 아이삭
- 미술: 그레고리 멜튼
- 특수효과: 케빈 야거
- 의상: 몰리 맥기니스
- 배역: 마이크 펜튼
- 배역: 앨리슨 코윗